# Ben Taylor
Benjamin Simon Taylor (nacido el 22 de enero de 1977) es un músico y actor estadounidense e hijo de los cantautores James Taylor y Carly Simon.

## Carrera musical
Para su primer álbum, titulado "Famous Among the Barns" y su "EP #1", Taylor cuenta con la colaboración de Adam MacDougall y Larry Ciancia, dos amigos con los que forma la "The Ben Taylor Band". Pero no quedando satisfecho con esa primera grabación al considerar que ese proyecto encajaba más bien dentro de lo que él mismo describiría como "folk funky neopsicodélico" y no representaba por ello sus auténticas preferencias musicales, al final Taylor publica un segundo álbum, este ya más acústico y más acorde con sus preferencias. En este trabajo, titulado "Another Run Around the Sun", ya en solitario, Taylor consigue desplegar sus aptitudes musicales como vocalista y guitarrista, y viene arropado en los coros por su madre y su hermana y a la guitarra por Peter Calo, Larry Ciancia a la batería y Kevin Bacon (no confundir con el famoso actor) al bajo, que además se encargará asimismo de la producción del disco.
En el 2012 Ben Taylor publica con la discográfica estadounidense Iris Records su "Listening" y más tarde, en 2013, la versión europea de esa grabación, esta vez con V2 records.
En 2013 realiza una gira por Europa (Alemania, Bélgica, Países Bajos y Reino Unido) y en el 2014 vuelve a Alemania para una gira de 10 días organizada por la artist.people.promotion con conciertos en Berlín, Kiel, Hamburgo, Bremen, Magdeburgo, Colonia, Frankfurt, Duisburg, Heidelberg y Munich. En marzo y abril, ese mismo año, hace una segunda gira por los Estados Unidos. En esta ocasión estará acompañado por la cantante británica Sophie Hiller.
En 2016, un anuncio televisivo utiliza su versión del "Love Me Tender" para un perfume de Ralph Lauren ("Tender Romance").
El 2 de diciembre de 2016, se publica su "Christmas Is Family" un EP con cuatro nuevas grabaciones publicado por el sello alemán Birdstone Records en una serie limitada en CD y en formato digital a nivel mundial. La producción es del mismo Ben Taylor, Manfred Faust, y Nic v. Vogelstein.

## Actuaciones en televisión

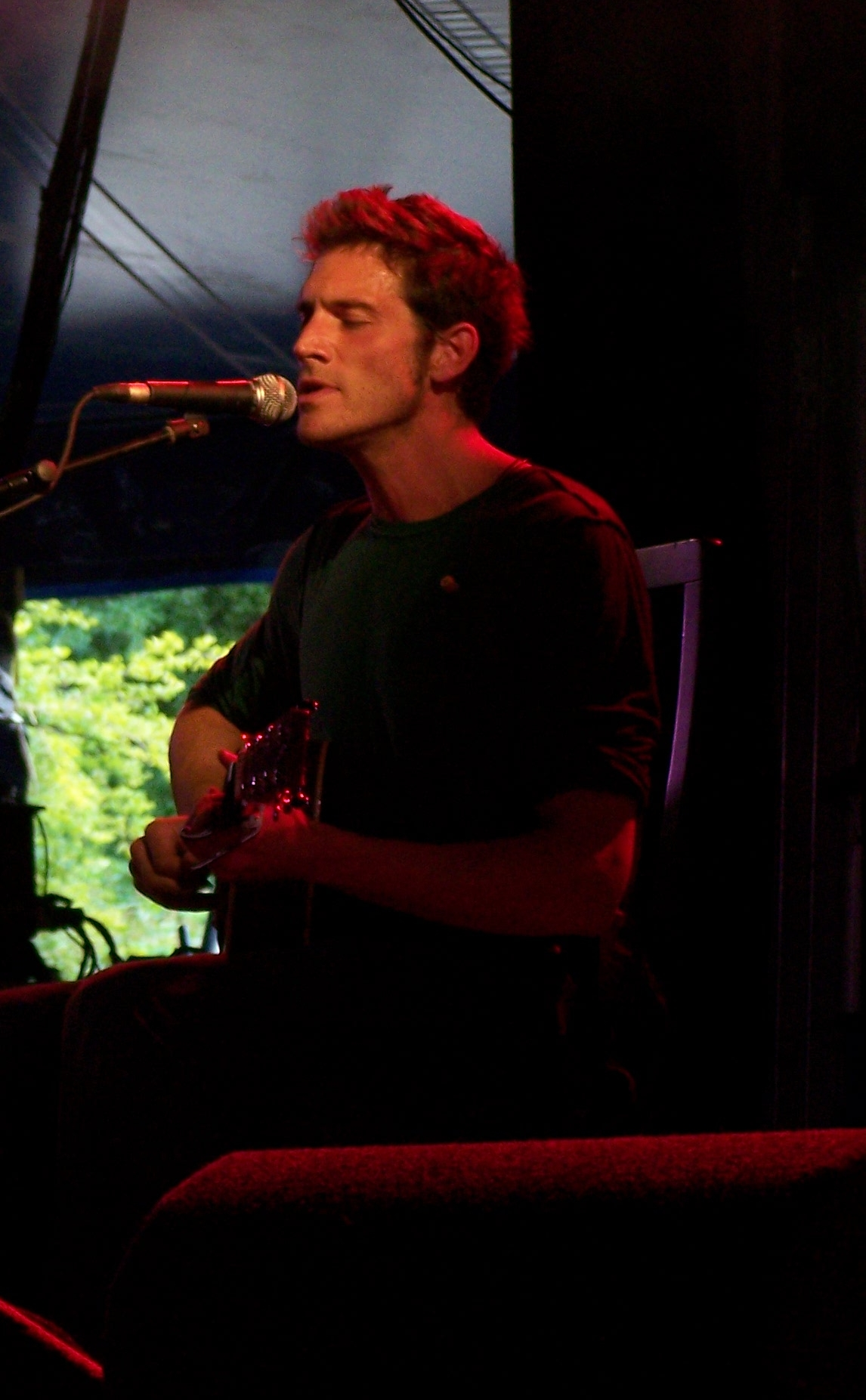
Taylor en concierto en Mullingar, Irlanda en julio de 2007

Su aparición más reciente ha sido en el papel de Cal Cooper en American Dreams (2004). Asimismo ha participado en el programa británico Always and Everyone (1999).
Su versión de "I Try" de Macy Gray aparece en 2008 y 2009 en el anuncio de Honey Nut Cheerios para una televisión comercial canadiense.
Taylor participó representándose a sí mismo en el popular reality de ABC y éxito del verano The Vineyard (2013)

## Trabajos benéficos
Taylor aparece en el "Too Many Years", en el que participa con el tema inédito "Listen to The Music" en apoyo a la labor de la Clear Path International con los supervivientes de los campos de minas. 
Recauda más de 70.000 dólares para el Museo Jerry Lee Lewis en Filadelfia, Pensilvania.

## Vida personal y primeros años
Taylor estudió su bachillerato en la Tabor Academy en Massachusetts, un internado para la preparatoria a la universidad en Marion, Massachusetts.
Desde su adolescencia ha seguido entrenamiento en artes marciales. De acuerdo co la revista Black Belt Magazine en su edición de diciembre de 2008, Taylor ha entrenado de manera intensiva qigong, Taichí, wing chun Kung-fu, y más recientemente Jiu-jitsu brasileño con Renzo Gracie.
Ha colaborado en numerosas ocasiones con su hermana Sally Taylor, también cantante y compositora.

## Discografía

### Bye Bye Love (película): Banda original (1995, con un tema de Ben Taylor)
1. "I Will" (1995)

### "Green Dragon, Name a Fox" (Grabado en 1997) (No publicado)
1. "Lisa"
2. "Paradise"
3. "Revenge"
4. "Broken Tonight"
5. "It May Take Some Time"
6. "Lie Down My Love"
7. "Well Enough Alone"
8. "Surround Me"
9. "I'm Doing Something Bad"
10. "Losing My Resistance"
11. "I Can't Believe It"
12. "Tower For Fools (Just In Time To Fall Down)"
13. "Jamie Loves the Ocean"

### Famous Among the Barns(2003)
1. "Island"
2. "Let It Grow"
3. "I Am the Sun"
4. "Day After Day"
5. "No More Running Away"
6. "Safe Enough To Wake Up"
7. "Time of the Season"
8. "Just Like Everyone Else"
9. "A Good Day To Be Alive"
10. "Mushroom Dance"
11. "Rain"
12. "Tonight"

### EP #1(2004, EP)
1. "Day After Day" (edit)
2. "Island" (acoustic with Carly Simon)
3. "I'll Be Fine" (super rough mix)
4. "Surround Me" (acoustic version)

### Another Run Around the Sun(2005)
1. "Nothing I Can Do"
2. "You Must Have Fallen"
3. "Think a Man Would Know"
4. "Someday Soon"
5. "One Man Day"
6. "Always"
7. "Digest"
8. "I'll Be Fine"
9. "Surround Me"
10. "Love"
11. "More Beautiful"

### Deeper Than Gravity(2006, EP)
1. "Nothing I Can Do"
2. "I Try"
3. "Digest"
4. "You Belong To Me"
5. "Lady Magic"
6. "Glory Box"

### The Legend of Kung Folk [Part 1 (The Killing Bite)] (2008)
1. "Wrong"
2. "She's Gone"
3. "Wicked Way"
4. "It's Only Love"
5. "Dangerous Girl"
6. "Something For Nothing"
7. "Wilderness"
8. "You're the One For Me"
9. "Space"
10. "After It's Over"

### Listening(2012)
1. "Listening"
2. "Oh Brother"
3. "Not Alone"
4. "Giulia"
5. "Worlds Are Made of Paper"
6. "Vespa's Song"
7. "America"
8. "Dirty"
9. "Burning Bridges"
10. "You Could Be Mine"
11. "Next Time Around"
12. "America (bonus track acústico)"

### Christmas Is Family(2016, EP)
1. "Noel"
2. "The Night Before Christmas" a dúo con Sophie Hiller y la participación de Carly Simon
3. "Christmas Is Almost Here" a dúo con Sophie Hiller
4. "Silent Night"

### Clouds in the Dirt(2024)
1. "Rocket"
2. "Time"
3. "Good Bird"
4. "Castles out of Sand"
5. "Not so Sad"
6. "Travellin' Man"
7. "Pain"
8. "Not Alone"
9. "MyMy"
10. "Broken"

### Discos recopilatorios
- I. C. Independent Celebration, Vol. 1 (2015, Birdstone Records) (canciones: "Wicked Way" y "Oh Brother")